# Ямаути, Хироси
Хироси Ямаути (яп. 山内 溥 Ямаути Хироси, 7 ноября 1927, Киото, Япония — 19 сентября 2013) — японский бизнесмен. Он был третьим президентом компании Nintendo, проработав в этой должности с марта 1949 года по 31 мая 2002 года, впоследствии уступив своё место Сатору Ивате. За это время Ямаути превратил Nintendo из небольшой компании по производству игральных карт ханафуда в транснациональную видеоигровую компанию с мультимиллиардными оборотами.
В 1992 году он стал держателем контрольного пакета акций бейсбольной команды «Сиэтл Маринерс» (сейчас ей управляет бывший президент Nintendo Of America Говард Линкольн). В 2008 году Ямаути вошёл в тройку самых богатых людей Японии и занял 149-е место среди самых богатых людей в мире, обладая состоянием в 7,8 млрд долл. США. В 2012 году, согласно списку «40 богатейших людей Японии» американского журнала «Forbes», Ямаути занимал 11-е место.

## Биография

### Ранние годы
Детство Хироси Ямаути прошло без отца. Вскоре после рождения сына отец, Сиканодзо Инаба, женившийся на одной из дочерей Секирё Ямаути, Кими, и взявший их фамилию, ушёл из семьи, бросив жену, дочерей и маленького сына. Всё детство Хироси Ямаути говорили, что его отец уехал на войну в Маньчжурию, которая на тот момент являлась японской колонией. Впоследствии Кими Ямаути добилась развода, и воспитанием Хироси занимались его мать и дедушка, Секирё Ямаути, являвшийся вторым президентом Nintendo. В возрасте двенадцати лет Хироси направили на учёбу в подготовительную школу в Киото, где он должен был изучать право и инженерное дело, однако, его учёбу прервала начавшаяся Вторая Мировая Война. Так как он был слишком молод, чтобы воевать, всю войну он проработал на одном из военных заводов. После окончания войны, в 1945 году, Хироси отправился изучать юриспруденцию в одном из лучших японских университетов — Васэда. В том же году дед убедил его жениться на Митико Инаба (Michiko Inaba), дочери богатого и знаменитого военного, прославившегося во время войны за остров Сикоку. В возрасте 18 лет Хироси Ямаути и Митико Инаба поженились.

### Начало карьеры в Nintendo
В конце 1948 года, когда Хироси ещё не окончил обучение в университете, Секирё серьёзно заболел, и в возрасте 66 лет болезнь приковала его к постели. Управление компанией Секирё не смог доверить никому, кроме своего внука, поэтому внук был срочно вызван из Токио в Киото и поставлен перед фактом, что компанией управлять теперь ему, Хироси Ямаути. Однако сам Хироси поначалу не хотел вставать во главе компании, однако спустя какое-то время, в марте 1949 года, Хироси вступил в должность управляющего директора компании. Секирё же умер летом 1951 года. Если Секирё был человеком благонравным и вежливым, то его внук был небрежен и высокомерен. Для него жизнь казалось игрой. Свобода, которой он наслаждался в детстве, оказала позитивное влияние на его последующую карьеру. В отличие от многих японских компаний того времени, он не пытался создать правила поведения наёмного рабочего. Пока весь бизнес-мир изучал понятие «тойотизм», Хироси с гордостью претворял в жизнь то, что он сам называл «нинтендоизм».

«В Nintendo, в отличие от иных компаний, нет никакого „корпоративного гимна“ или чего-то подобного. Почему так? Только потому, что правила препятствуют творчеству и люди быстро устают от ограничений. Я хотел, чтобы мои сотрудники чувствовали себя свободно».— Hironao Baba, «Nintendo go Abunai»
Когда Хироси возглавил компанию, в штате насчитывалось около ста работников, а сама компания занималась исключительно разработкой и производством игральных карт ханафуда. Однако нового президента коллектив, в особенности профсоюз, воспринял крайне холодно, посчитав его «папеньким сынком». Многие всерьёз беспокоились о том, что компания под руководством Ямаути долго не продержится.
В 1951 году он объединил две компании, Marafuku и Yamauchi Nintendo, которые когда-то создал его дед. Хироси справедливо посчитал, что две компании, по сути занимающиеся одним и тем же, будут более динамично развиваться, если они станут единой компанией. В итоге он объединил две компании в единую компанию под названием Nintendo Koppai (что означает «карты» или же «кости маджонг») и сделал её публичной.
В дальнейшем он решил централизировать все производственные мощности в одном месте, в Киото, расширив производственную территорию с 0,4 акра на более чем один акр. Это решение повергло в шок многих работников в компании, большинство из которых проработало в компании не одно десятилетие. Всё это в итоге привело к настоящей забастовке, которую профсоюз организовал в качестве протеста против действий молодого президента. В этот момент и проявился характер Ямаути — спустя несколько недель непрекращающихся забастовок некоторые наиболее злобные его оппоненты получили письма, в которых было сказано, чтобы они забирали свои вещи и начинали искать себе работу в другом месте.
В 1953 году, благодаря стараниям молодого президента, компания Nintendo запустила абсолютно новый, для Японии, продукт — игральные карты, сделанные на 100 % из пластика. Эти и многие другие организационные инновации, осуществлённые Хироси Ямаути, привели к тому, что к 1959 году оборот компании составил 600 миллионов иен (до этого оборот компании составлял 150 миллионов иен). Это позволило Ямаути заключить контракт с компанией «Walt Disney» и приобрести права на использование персонажей в своей продукции. Этот шаг принёс компании ещё большую прибыль — к 1964 году чистая прибыль компании составила 600 миллионов иен. К тому моменту Хироси уже надоело заниматься исключительно игральными картами, и он решил развиваться дальше, и вновь сменил название своей компании на Nintendo в Японии и Nintendo Co. LTd на Западе. Правда, первые попытки импортировать свою продукцию в Европу и США для Nintendo закончились провалом. Для того, чтобы понять мышление европейцев и американцев, в 1956 году Ямаути вместе с небольшой делегацией отправился в США и познакомиться с экономической моделью европейских и американских компаний. В итоге делегация посетила United States Playing Card Company, крупнейшую компанию по производству игральных карт. Посещение компании разочаровало Ямаути — он увидел небольшие офисы и заводик. Это навело его на мысль о том, что производство карт очень сильно ограничено.
После возвращения в Японию Ямаути решил заняться диверсификацией компании. За короткий период компания Nintendo пробовала себя на рынке быстрорастворимых супов, запускала свою службу такси «Daiya» (в переводе с японского означает «алмаз») и пробовала себя во время бума на так называемые «гостиницы любви», в которых комнаты сдавались на час под всевозможные интимные нужды. Однако все эти попытки проваливались одна за одной и поставили компанию на грань банкротства. В период с 1963 по 1965 год в компании отчаянно искали людей, способных мыслить креативно и путь, которым компании следовало двигаться дальше. В течение этих двух лет на работу в компанию пришли два молодых человека: Гумпей Ёкои (Gunpei Yokoi) и Ироси Иманиси (Iroshi Imanishi). Сам Хироси очень надеялся с помощью этих двух многообещающих людей вернуть Nintendo былую славу и успех. В 1965 году было решено возвращаться к истокам — играм. Сама компания начала с производства настольных игр. А ставка на талантливую молодёжь себя оправдала как никогда — первая придумка гениального инженера Ёкои, механическая игрушка «Ultra Hand», вышедшая на рынок в 1967 году, обрела невероятную популярность, будучи проданной в количестве 1,2 миллиона штук и принеся компании огромную прибыль. Помощник Ямаути, Иманиси, тем временем произвёл в компании реорганизацию, разделив компанию на несколько подразделений. Первое подразделение отвечало за игральные карты, второе подразделение отвечало за японский аналог игральных карт под названием «карута», а третье подразделение отвечало за разработку игр, игрушек и всевозможных продуктов, способных принести прибыль. Гумпей Ёкои возглавил третье подразделение и собрал вокруг себя талантливых инженеров. Именно отсюда в течение последующих нескольких лет вышли главные хиты компании Nintendo — Ultra Machine, Love Tester и световой пистолет. Все эти придумки на момент выхода были настоящими новинками и выгодно смотрелись на фоне простых игр вроде кубиков или кукол. Именно эти продукты помогли Nintendo занять лидирующие позиции на рынке игрушек.

### Электронные игрушки и игровые автоматы
Благодаря изобретениям Ёкои и его команды Ямаути осознал, что можно использовать технологические новшества в развлекательных продуктах, поскольку их стоимость постоянно снижалась. Американские компании Atari и Magnavox уже выпустили на американский рынок собственные игровые устройства для телевизора. Одно время Хироси даже вёл переговоры с Magnavox о продаже лицензии на производство их игровой консоли Magnavox Odyssey. На тот момент все основные японские компании по производству игрушек не стремились использовать в своих продуктах всевозможные технологические новшества. Но у Ямаути на этот счёт было собственное мнение. В 1969 году Ёкои придумал электронную игру «Love Tester», последующий успех которой лишь убедил Хироси в правильности его позиции. Эти попытки инноваций привлекли к Nintendo внимание со стороны крупных японских электронных компаний. Одной из первых с компанией стала сотрудничать компания Sharp, которая отправила в Nintendo нескольких своих сотрудников, среди которых был Масаюки Уэмура. В итоге Уэмура перешёл на работу в Nintendo и начал работать под руководством Гумпея Ёкои. Результатом их совместных изысканий стала серия оптоэлектронных игрушек «Kosenju SP», продавшихся в течение нескольких месяцев в количестве одного миллиона экземпляров.
Видя популярность оптоэлектронных игрушек, Хироси Ямаути попросил Ёкои подумать об игровых автоматах. Спустя какое-то время Ёкои вернулся к Ямаути с идеей «оптоэлектронного пулеулавливателя», своеобразного тира, только с использованием оптоэлектронных технологий. Идея Ямаути понравилась и в 1971 году появилась концепция «Системы лазерной стрельбы» или Laser Clay Shooting System. Появившись в 1973 году, через какое-то время они стали чрезвычайно популярны на территории всей Японии.
Видя что на другом континенте, в США, царил бум видеоигр, компания Nintendo сфокусировалась на своей версии популярной в то время игры «Pong», в результате чего на свет появилась консоль Color TV Game 6, за которой последовали схожие консоли, несколько улучшенные и доработанные.
Одновременно с этим Ямаути решил расширяться и поучаствовать в царящем на Западе буме на видеоигры. Руководителем американского отделения он поставил своего зятя, Минору Аракава. Однако главные хиты игровых залов в Японии, Radar Scope, Space Fever и Sheriff не привлекли особого внимания американской публики. Чтобы избежать краха, Ямаути попросил молодого дизайнера Сигэру Миямото заменить Radar Scope какой-нибудь новой игрой. В результате этого на свет появилась игра «Donkey Kong», которая стала большим хитом.
Ёкои же, в свою очередь, разработал первую портативную игровую консоль с ЖК-экраном и микропроцессором. Игра получила название «Game & Watch», выдержала 59 вариаций и производилась до 1991 года. Однако, несмотря на успех Game & Watch, Хироси хотел нечто более дешёвое, которое было бы по карману большинству, и настолько уникальным, что смогло бы доминировать на рынке настолько долго, насколько это вообще было бы возможно.

### Famicom/ Nintendo Entertainment System
После хороших продаж Color TV Game 6 и Color TV Game 15 Хироси решил двигаться дальше и поставил перед инженерами компании цель — создать простое, недорогое устройство, работающее на сменных картриджах. Сердцем новой консоли стал процессор MOS Technology 6502, но с внешним дизайном устройства возникли сложности. Главное требование Ямаути заключалось в том, чтобы это устройство больше было похоже на игрушку, так как целью компании в то время являлось завоевание рынка детских игрушек. Но, одновременно с этим он хотел, чтобы система называлась домашним компьютером и имела возможность для подключения всевозможной периферии. Одновременно с этим Ямаути решил полностью перестроить существовавшую тогда систему, когда прибыль получали от продажи компьютеров, а не программ. В мае 1983 года он обратился с важным заявлением к основным оптовикам страны, в котором объяснил, что не стоит ждать больших прибылей от продажи грядущей игровой системы. «Нужно отказаться от прибыли, которую приносит продажа аппаратной части, поскольку это всего лишь инструмент для продажи программного обеспечения. Именно здесь мы и должны зарабатывать наши деньги». На тот момент это была поистине революционная бизнес-модель. На той же встрече Ямаути объявил и название новой системы, которая появится на японском рынке: Famicom (или же family computer, то есть домашний компьютер). От инженеров компании он требовал, чтобы розничная цена системы была не выше 9800 иен, однако в результате система поступила в продажу по цене в 14 800 иен. Но даже так Famicom выглядела дешевле всех своих конкурентов (конкурирующие системы от Sega SG-1000 и японский вариант Atari 2800 продавались в ценовом диапазоне между 30 000 и 50 000 иен). Сам Ямаути был настолько уверен в успехе своей новой системы, что пообещал, что в ближайшие два года она разойдётся в количестве миллиона экземпляров. Famicom легко перешагнула эту планку. Хироси осознавал важность программного обеспечения и сделал систему крайне простой для программирования. Хироси верил, что не инженеры создают прекрасные игры, а художники. Через несколько лет Famicom, сменив название на Nintendo Entertainment System (NES), поступила в продажу и на американском рынке. Сам Хироси, не обладая знаниями инженера и не особо сильно разбираясь в играх, единолично принимал решение о выпуске первых игр. Благодаря его прекрасной интуиции, предвосхитившей, чего бы людям хотелось увидеть в будущем, Nintendo достигла успеха. Для того, чтобы творческий процесс внутри компании не останавливался, он создал три научно-исследовательские группы и позволил им конкурировать друг с другом. Это привело к тому, что дизайнерам приходилось работать гораздо усердней для того, чтобы их игры увидели свет.

### Super Famicom/ Super Nintendo Entertainment System
Мысль о 16-битной игровой системе у Хироси Ямаути появилась через несколько лет, после очень успешного старта NES. В конце восьмидесятых он попросил Масаюки Уэмура и его научно-исследовательское подразделение R&D Division 2 начать работу над преемником 8-битной Famicom. В самом начале сам Ямаути высказал мысль об обратной совместимости новой консоли. Это было оправдано — продажи Famicom неуклонно росли, а сам Ямаути выказывал опасение, что, если обратной совместимости не будет, то родители многих детей не увидят причины для покупки новой консоли, не совместимой с ранними играми. Но Уэмура не смог решить эту проблему, так как обратная совместимость приводила к удорожанию новой системы на $75. Однако это предложение Ямаути в дальнейшем было успешно реализовано компанией Sony в работе над Playstation 2. В итоге Уэмура сосредоточился на возможности отображения более богатой цветовой гаммы. Впоследствии возможность отображать 32 000 цветов помогла SNES в конкурентной борьбе с Sega Mega Drive, которая могла отображать всего лишь 512 цветов. Дебютировала система Super Famicom 21 ноября 1990 года, и в Японии первые 300 000 консолей были проданы в течение первых трёх дней. В течение следующих шести месяцев в Японии было продано 2 миллиона консолей, а за весь первый год в мире было продано около 4 миллионов. Примерно в то же самое время в США была запущена портативная консоль Game Boy, и Nintendo потратила огромные суммы на рекламу двух своих консолей. Ямаути же продолжал демонстрировать отличный «нюх» на хорошие видеоигры, и, хотя он сам никогда в игры не играл, вплоть до 1993 года он продолжал принимать единоличные решения о выпуске той или иной игры. Одной из основных причин успеха SNES было обилие хороших игр, разработанных специально для этой консоли.

### Nintendo 64
В 1996 году компания Nintendo выпустила Nintendo 64, консоль, способную полностью работать с трёхмерной графикой, а сам Ямаути пытался отвести внимание от недавно провалившегося изобретения компании — Virtual Boy. Одновременно с запуском новой консоли была выпущена игра Super Mario 64, которая стала первой полностью трёхмерной платформенной игрой. В 1999 году Ямаути объявил о своих намерениях начать работу над новой системой, использующей микропроцессор IBM Gekko и DVD-технологию компании Matsushita. Сама система получила кодовое имя Dolphin.
В 2001 году на ежегодной выставке «Nintendo Space World» Ямаути признал, что он намеренно сделал программирование для Nintendo 64 таким сложным. Идея заключалась в том, чтобы отвадить от консоли сторонних бездарных разработчиков, а, следовательно, повысить качество игр, выходящих на самой консоли. Однако его план не сработал, в результате чего на консоли лишь увеличилось количество слабых и неинтересных игр. По словам Ямаути, следующая консоль от Nintendo, Gamecube, должна была сделать шаг в противоположном направлении и предоставить разработчикам простую и удобную среду для разработки игр.

### Nintendo GameCube
Ямаути рекламировал Nintendo GameCube как машину, сделанную для того, чтобы быть только игровой приставкой; он считал, что этот подход в корне отличается от подхода Microsoft и Sony к своим Xbox и Playstation 2. Он полагал, что GameCube, специализирующийся исключительно на играх, сможет предложить гораздо более сильный игровой опыт, особенно в противовес универсальным центрам развлечений, как продвигали себя продукты конкурентов (и Xbox, и Playstation 2 могли воспроизводить и DVD и CD-ROM, а Xbox имел встроенный жёсткий диск). Такой подход требовал создания таких аппаратных средств, которые бы позволили разработчикам «создавать игры легко и непринуждённо», что, как полагал Ямаути, поможет GameCube отличаться от своих конкурентов.
Ямаути хотел, чтобы машина была наименее дорогой, поскольку верил в то, что люди «не играют в саму машину. Они играют в программы, а для этого им нужна игровая машина, способная воспроизводить такого рода программы. Следовательно, цена на машину должна быть как можно более низкой». Следовательно, Nintendo установила цену на GameCube гораздо ниже, чем у конкурентов, хотя игры продавались по той же цене, что и игры для конкурирующих систем.

### Nintendo DS
Хироси Ямаути не принимал активного участия над работой и выводом на рынок портативной системы Nintendo DS, однако, по воспоминаниям Сатору Ивата, одним из последних советов, данных Ямаути прямо перед его уходом с поста президента, было повнимательней присмотреться к возможностям системы с двумя экранами. «Вам следует сделать такую с двумя экранами», — произнёс Ямаути.

### Семья
В 1950 году жена Ямаути, Митико, родила их первого ребёнка, дочь по имени Йоко. На протяжении следующих нескольких лет у Митико случилось несколько выкидышей, а сама она много болела. В 1957 году она родила ещё одну дочь, Фудзико, и, вскоре после этого, сына по имени Кацухито.
Когда отец Ямаути, Сиканодзо, спустя много лет захотел встретиться со своим сыном, тот отказался разговаривать с ним. Когда Хироси было около 30 лет, с ним связалась его сводная сестра и сообщила ему, что его отец умер от инсульта. На похоронах он встретил вторую жену своего отца и её четырёх дочерей, о существовании которых он никогда не знал. Он начал чувствовать свою вину в том, что не воспользовался возможностью уладить отношения с отцом, когда тот был ещё жив. Смерть отца сильно изменила Хироси — на протяжении многих месяцев он сильно горевал и постоянно плакал. С того момента он регулярно посещал могилу своего отца.

### Бейсбол
В начале девяностых годов бейсбольная команда «Сиэтл Маринерс» была выставлена на продажу, и сенатор от штата Вашингтон, Слэйд Гордон, попросил Nintendo Of America найти японского инвестора, который смог бы оставить команду в Сиэтле. Хироси Ямаути предложил купить команду, хотя сам до этого не был ни на одном бейсбольном матче. Даже несмотря на то, что владелец команды принял приглашение, специальный бейсбольный уполномоченный и комитет по собственности были настроены решительно против идеи, что у команды будет владельцем не житель Северной Америки, и соглашение не одобрили. Однако, после мощной поддержки со стороны жителей Сиэтла и представителей прессы, которые считали подобное решение расистским, специальный уполномоченный формально одобрил соглашение при условии, что у Ямаути будет меньше 50 % права голоса. Это стало важным решением и открыло ворота для японских бейсболистов в американские команды высший лиги. В 2000 году клуб получил первую прибыль в размере 2,6 миллиона долларов с момента приобретения команды Ямаути. Ямаути, являясь владельцем «Сиэтл Маринерс», не посетил ни одного их матча.

### После Nintendo
31 мая 2002 года Ямаути ушёл с должности президента Nintendo, а на его место встал глава подразделения корпоративного планирования Сатору Ивата. 

«Если бы у меня была гарантия того, что я могу вечно оставаться здоровым, то я бы ещё подумал о своём уходе. Но поскольку никто не может дать такой гарантии, я сделал свой выбор. Никто не говорил мне о том, что мне нужно уйти в отставку — это решение я принял самостоятельно».— Osamu Inoue, «Nintendo Magic»
 Впоследствии Ямаути стал председателем совета директоров Nintendo. 29 июня 2005 года из-за возраста и потому, что чувствовал, что оставляет компанию в надёжных руках, он вышел из состава правления. Ямаути отказался и от пенсии по старости, которая, как сообщали, составляла от 9 до 14 миллионов долларов — Ямаути считал, что эти деньги принесут больше пользы самой Nintendo. Несмотря на свой уход — он является крупнейшим акционером Nintendo. По состоянию на 2008 год, он держит 10 % акций Nintendo. Благодаря успеху Nintendo DS и Nintendo Wii в списке журнала «Forbes» за 2012 год он занимает 11-ю строчку в списке самых богатых людей Японии. На строительство нового онкологического центра в Киото он сделал самое крупное пожертвование из 7,5 миллиарда иен, требовавшихся на его строительство. После анонса Wii U и снижения цены на Nintendo 3DS цена акции Nintendo упала на 12,290 иен, став самым крупным падением с 2009 года. Ямаути на этом потерял примерно 312 миллионов долларов (примерно 24,2 миллиарда иен).
Скончался бывший президент компании 19 сентября 2013 года от пневмонии. Ему было 85 лет.